# Josef Rettenmeier
Josef Rettenmeier (* 1925 in Wört; † 12. Januar 2006) war ein Unternehmer in der Holzwirtschaft und Gründer der heutigen Rettenmeier Holding AG mit Sitz in Wilburgstetten.
Nach einer forstlichen Ausbildung gründete Rettenmeier zunächst eine Holzhandlung zum Ankauf von Gruben- und Faserholz. Von 1948 bis 1978 betrieb er mit zwei Partnern ein Sägewerk zur Produktion von Bau- und Schnittholz in Wört. 1969 errichtete er in Wilburgstetten einen Holzaufbereitungsplatz und ein Schwachholzsägewerk, aus dem er gemeinsam mit seinen beiden Söhnen eines der großen Unternehmen der europäischen Holzwirtschaft entwickelte.
Von 1989 bis 1998 war Rettenmeier stellvertretender Vorsitzender des Verbandes der Deutschen Säge- und Holzindustrie. 2002 erhielt er das Bundesverdienstkreuz erster Klasse. Zuvor waren ihm bereits das Verdienstkreuz am Bande und die Staufermedaille des Landes Baden-Württemberg verliehen worden.
In seiner Freizeit ging Rettenmeier mehr als 50 Jahre auf die Jagd.